# Heterochelus stuckenbergi
Heterochelus stuckenbergi är en skalbaggsart som beskrevs av Kulzer 1960. Heterochelus stuckenbergi ingår i släktet Heterochelus och familjen Melolonthidae. Inga underarter finns listade i Catalogue of Life.